# Radostovice (Dolní Hořice)
Radostovice (německy Radostowitz) jsou malá vesnice, část obce Dolní Hořice v okrese Tábor v Jihočeském kraji. Nachází se asi 2,5 kilometru jihovýchodně od Dolních Hořic. Radostovice leží v katastrálním území Pořín o výměře 8,33 km².

## Historie
První písemná zmínka o vesnici pochází z roku 1371.

## Obyvatelstvo
| Rok            | 1869 | 1880 | 1890 | 1900 | 1910 | 1921 | 1930 | 1950 | 1961 | 1970 | 1980 | 1991 | 2001 | 2011 | 2021 |
| -------------- | ---- | ---- | ---- | ---- | ---- | ---- | ---- | ---- | ---- | ---- | ---- | ---- | ---- | ---- | ---- |
| Počet obyvatel | 97   | 95   | 100  | 97   | 86   | 102  | 83   | 61   | 48   | 30   | 31   | 24   | 22   | 26   | 23   |
| Počet domů     | 7    | 8    | 10   | 10   | 10   | 10   | 14   | 15   | 15   | 12   | 11   | 14   | 16   | 17   | 13   |

## Obecní správa
Při sčítání lidu v letech 1850–1976 Radostovice byly osadou obce Pořín, se kterým patřily nejprve do okresu Pelhřimov, ale v roce 1950 v okrese Pacov a od roku 1960 v okrese Tábor. Od 1. dubna 1976 jsou částí obce Dolní Hořice v okrese Tábor.